# هانس راسموسن (سياسي)
هانس راسموسن هو نقابي وسياسي دنماركي، ولد في 14 ديسمبر 1902 في أودنسه في الدنمارك، وتوفي في 1996. انتخب عضو فولكتنغ ‏.